# Ga Sindundoyechon
Ga Sindundoyechon (Tiếng Hàn: 신둔도예촌역, Hanja: 新屯陶藝村驛) là ga đường sắt trên Tuyến Gyeonggang của Tàu điện ngầm vùng thủ đô Seoul ở Namjeong-ri, Sindun-myeon, Icheon-si, Gyeonggi-do, Hàn Quốc

## Lịch sử
- 29 tháng 4 năm 2016: Thông báo bảng cự ly đường sắt[1]
- 13 tháng 9 ~ 18 tháng 9 năm 2016: Tạm thời miễn phí vận hành tàu tuyến Gyeonggang trong dịp lễ Chuseok[2][3]
- 24 tháng 9 năm 2016: Bắt đầu kinh doanh với việc khai trương Tuyến Gyeonggang
- 26 tháng 9 năm 2016: Điểm xuất phát Pangyo thay đổi từ 30,1km thành 30,5km[4]

## Bố trí ga
| ↑ Gonjiam |
| \| ２     |
| Icheon ↓  |

| １ | ● Tuyến Gyeonggang | ← Hướng đi Gyeonggi Gwangju · Imae · Pangyo |
| ２ | ● Tuyến Gyeonggang | → Hướng đi Icheon · Bubal · Yeoju →         |

## Xung quanh nhà ga
- Trường tiểu học Sindun
- Công viên thể thao Sindun
- Trung tâm phúc lợi hành chính Sindun-myeon
- Bảo tàng Gốm sứ Haegang
- Hansol APT
- Elysium APT
- Hiệp hội thể thao người khuyết tật Hàn Quốc Trung tâm đào tạo Icheon
- Bears Park (Sân vận động sân nhà của Doosan Bears trong Giải bóng chày chuyên nghiệp KBO Futures)

## Hình ảnh

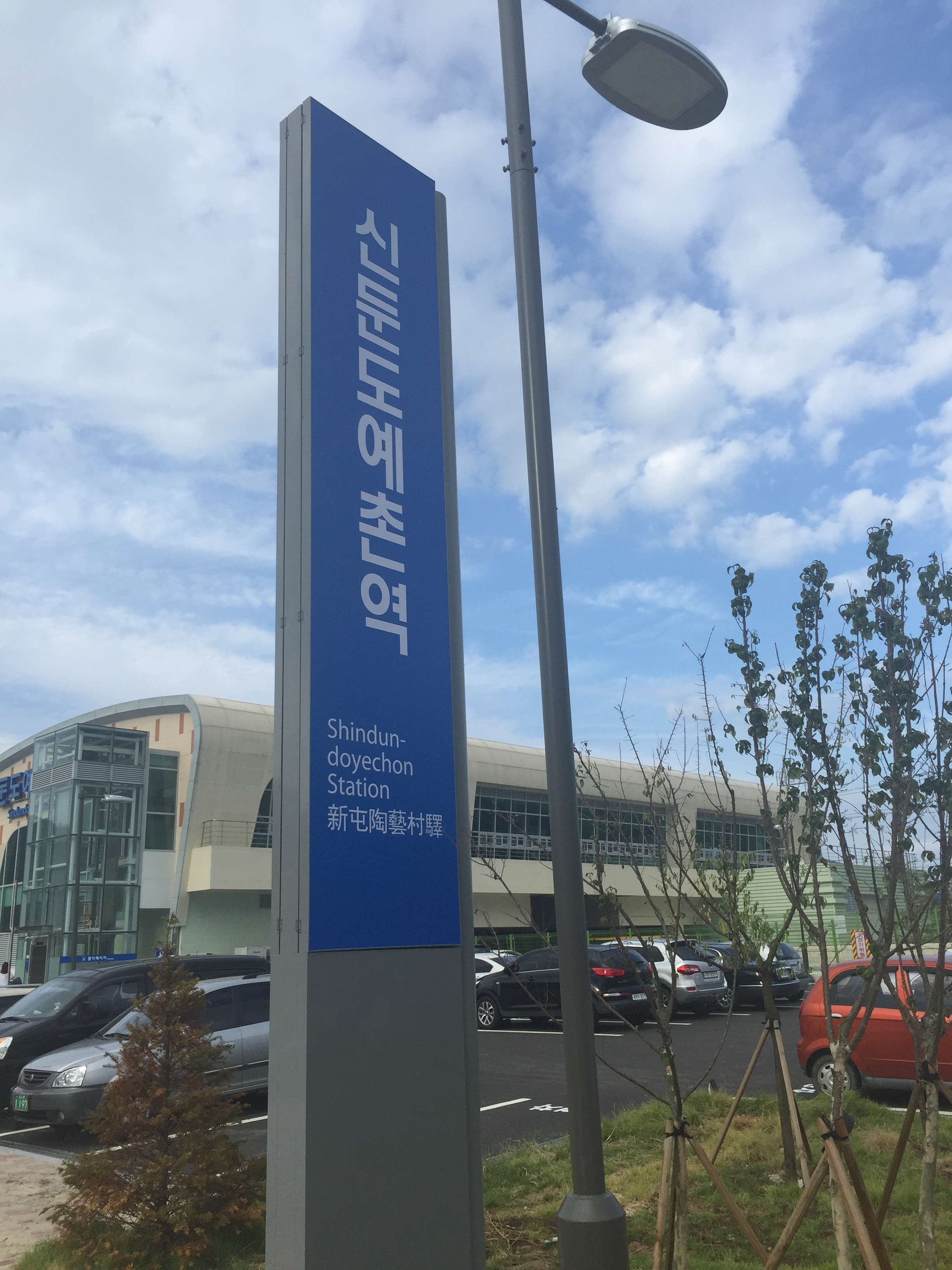
Bảng tên ga
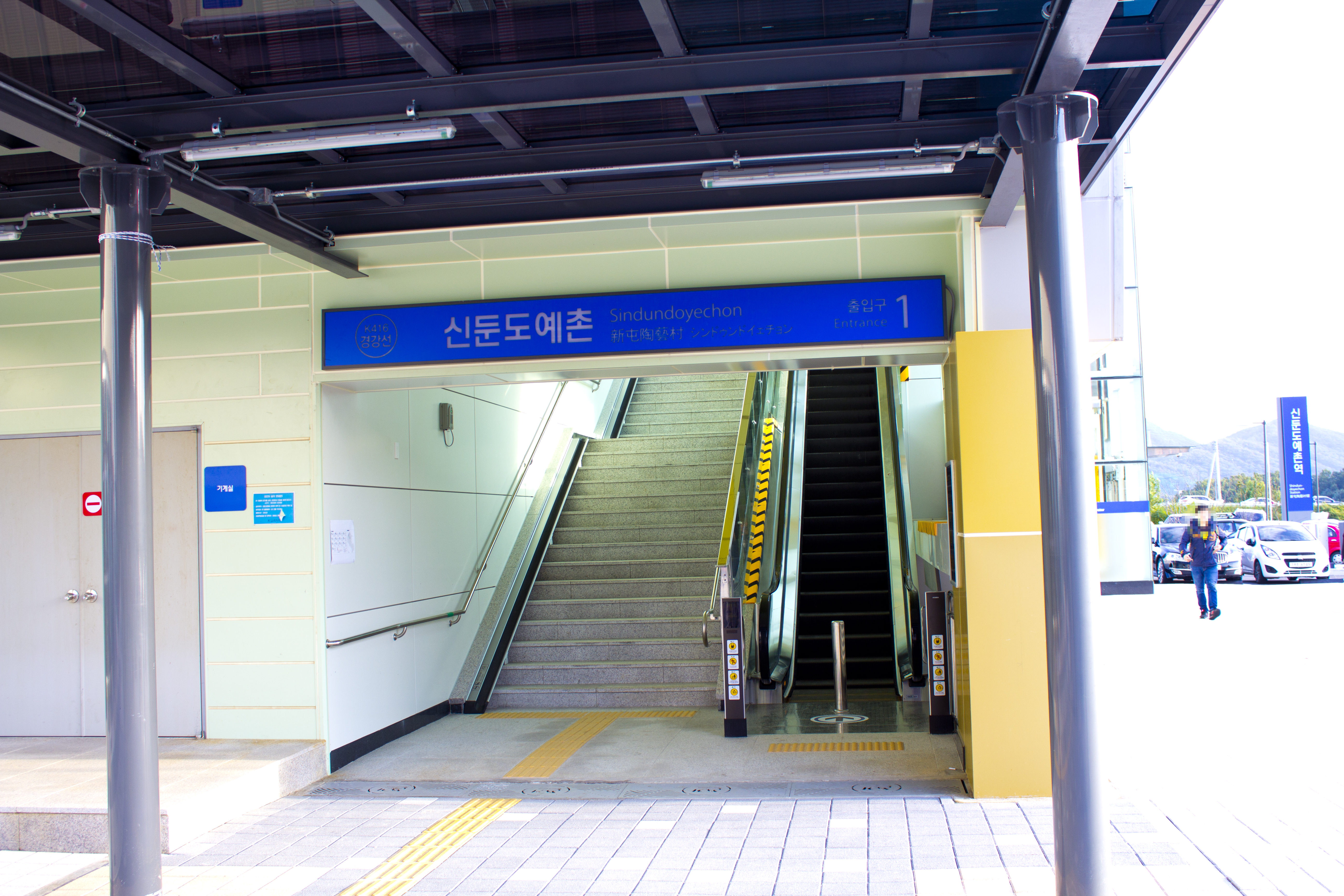
Lối ra 1
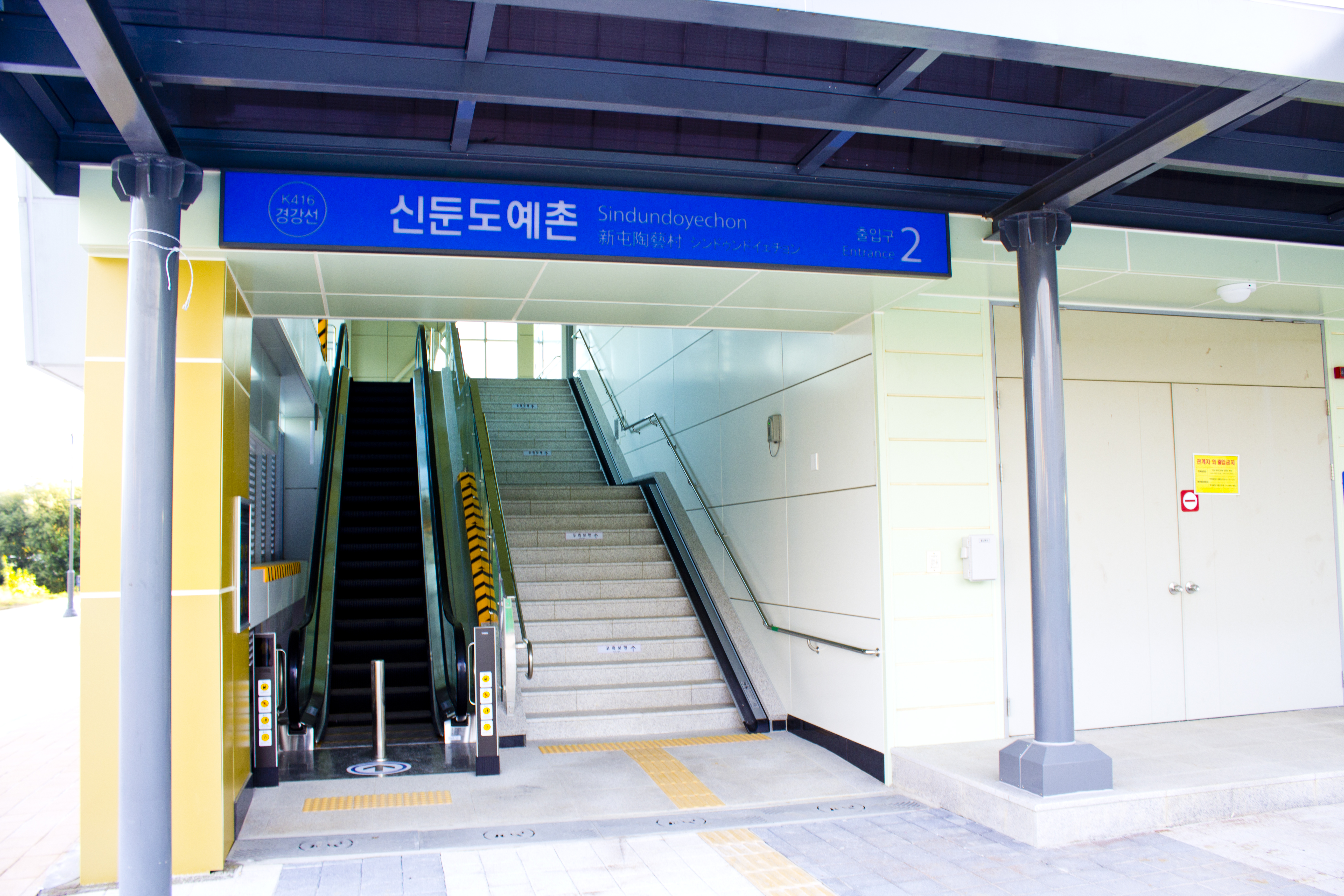
Lối ra 2
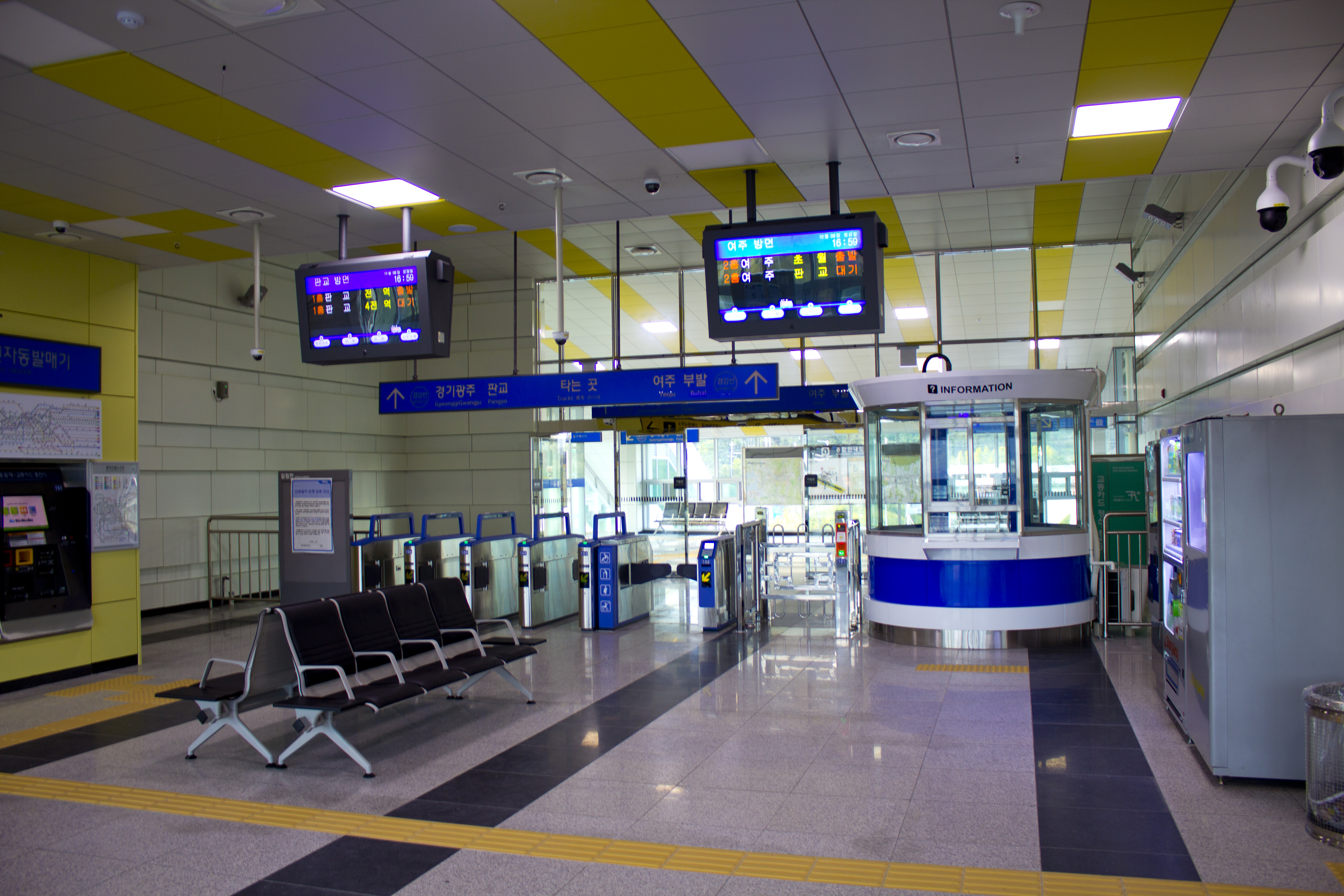
Bên trong nhà ga